# Собрейро-де-Байшу
Собрейро-де-Байшу (порт. Sobreiró de Baixo; МФА: [su.bɾɐj.ˈɾɔ dɨ ˈbaj.ʃu]) — парафія в Португалії, у муніципалітеті Віняйш. Розташована в північно-східній частині країни, на теренах історичної португальської провінції Трансмонтана. Входить до складу округу Браганса. За адміністративним поділом, чинним до 1976 року, терени парафії були складовою провінції Трансмонтана і Верхнє Дору. Належить до Брагансько-Мірандської діоцезії Католицької церкви. Патрон — святий Матвій. Площа — 19,3964 км². Населення — 307 ос. (2011). Слабо урбанізований регіон. Густота населення — 15,83 осіб/км²
. Код — 041223.

## Населення
| Кількість мешканців | Кількість мешканців | Кількість мешканців | Кількість мешканців | Кількість мешканців | Кількість мешканців | Кількість мешканців | Кількість мешканців | Кількість мешканців | Кількість мешканців | Кількість мешканців | Кількість мешканців | Кількість мешканців | Кількість мешканців | Кількість мешканців |
| ------------------- | ------------------- | ------------------- | ------------------- | ------------------- | ------------------- | ------------------- | ------------------- | ------------------- | ------------------- | ------------------- | ------------------- | ------------------- | ------------------- | ------------------- |
| 1864                | 1878                | 1890                | 1900                | 1911                | 1920                | 1930                | 1940                | 1950                | 1960                | 1970                | 1981                | 1991                | 2001                | 2011                |
| 714                 | 695                 | 668                 | 616                 | 254                 | 507                 | 519                 | 631                 | 673                 | 782                 | 615                 | 461                 | 446                 | 404                 | 307                 |